# Tatenen
Der Gott Tatenen (Eigennamenschreibweise), Ta-tenen (T3-ṯnn, auch T3-nn, Tnn) (Bedeutung vielleicht erhobenes Land), ist in der ägyptischen Mythologie zunächst ein Erdgott. In der Ramessidenzeit wird er zum Gott des Urgewässers und des Urhügels, der sich bei der Entstehung der Erde aus dem Ur-Ozean erhob. Seit der 18. Dynastie bis zur Spätzeit ist Tatenen auch ein Ur- und Schöpfergott.

## Bezeugungen
Tatenen ist erstmals im Mittleren Reich auf Sargtexten aus Assiut, sowie auf Stelen aus dem Sinai und dem Wadi Gawasis als Gott der Erze und Mineralien belegt.
In den Unterweltbüchern des Neuen Reichs gewinnt Tatenen an Bedeutung. Im Amduat herrscht er über das Gewässer des Tatenen und steht in der Sechsten Stunde an der Spitze einer Götterneunheit. Er wird aber auch mit dem Sonnengott Re in Verbindung gebracht, wie in der Achten Stunde des Amduat und der Sonnenlitanei, wo er mit Re gleichgesetzt wird.
Im Pfortenbuch verkörpert Tatenen die gesamte Unterwelt und gewinnt damit zusätzlich eine kosmische Bedeutung, vergleichbar der Himmelsgöttin Nut.
In Privatgräbern der 18. Dynastie gilt Tatenen erstmals auch als Ur- und Schöpfergott.

## Verschmelzung mit anderen Göttern
Tatenen geht schon früh eine synkretistische Verbindung mit dem königlichen Gott Horus als „Horus-Tatenen“ ein. Am Ende der 18. Dynastie wird Tatenen auch mit Osiris gleichgesetzt. Ab der 19. Dynastie ist eine Verschmelzung „Ptah-Sokar-Osiris-Tatenen“ belegt. In der Zeit von Ramses II. wird Tatenen durch seine Verbindung mit Ptah als „Ptah-Tatenen“ zu einem memphitischen Gott. Ferner wird Tatenen seit dieser Zeit auch mit dem Urgewässer Nun und dem Urhügel gleichgesetzt.
In der Spätzeit schließlich wird Tatenen auch zum Schöpfungsgott und mit Chnum verbunden.

## Darstellungen
Tatenen wird im Amduat als Feuer speiender Schlangenstab dargestellt, in der Sonnenlitanei dagegen als Mumie mit Widderhörnern und Federkrone auf dem Kopf. In der Verbindung Ptah-Tatenen hat er einen gegliederten menschlichen Körper und trägt Widdergehörn sowie eine von zwei Federn umrahmte Sonnenscheibe auf dem Kopf.